# まるっと日常ワイド えんまん。
まるっと日常ワイド えんまん。（まるっとにちじょうワイド えんまん。）は中国放送（RCCラジオ）で2024年4月1日から放送開始のラジオの生ワイド番組。

## 概要
RCCラジオでは、これまで月曜から木曜のお昼の時間帯に『おひるーな』と夕方の時間帯に『バリシャキNOW』をそれぞれ放送してきたが、2024年4月改編をもって、これらの生ワイド番組の放送枠を再編して、新しい生ワイド番組の放送枠を設定した。
この番組では、暮らしに役立つ情報や話題を「好奇心いっぱいのアラフィフパーソナリティ」がリスナーに対して、「ご縁を運ぶ」生活情報トークバラエティ番組である。OP・EDのテーマ曲、ジングルは世武裕子が手掛けている。

## 放送時間
- 月曜 - 木曜 14:00 - 17:00

## パーソナリティ
- 月・火曜 石橋真（RCCアナウンサー）
- 水・木曜 藤田弘之
- 月・木曜 廣瀬桃子（廣瀬純（元広島東洋カープ選手、現同コーチ）夫人）
- 火・水曜 中元綾子

## タイムテーブル
（2025年4月現在）
- 14:00 オープニング・メールテーマ発表
- 14:10 今日のえんまん話
- 14:20 おひるトレーニング「おひトレ」
- 14:22 クイズ・ザ・ニュースペーパー
- 14:25 (月)〜(水)ラジオカー中継
- 14:35 クイズ・ザ・ニュースペーパー正解発表
- 14:45 交通情報（広島三菱自動車販売株式会社(木)が提供）
- 15:15 日刊エンタテインメント（ヤマザキパン、住宅ケンコウ社(木)が提供）
- 15:25 日替わりコーナー
  - (月)SDGsトピックス
  - (火)BINGOばらスタトピックス
  - (水)4時前に薬とロックンロール
  - (木)木曜チラシ市
- 15:30 ゲストコーナー「えんまんさん」
  - (木)府中に夢中！(不定期)
- 15:53 4時またぎクイズ
- 15:55 16時前の中国新聞ニュース
- 16:00 4時またぎクイズ正解発表・ニューストピックス
- 16:03 ジャパネットたかたラジオショッピング
- 16:05 なるほど!えんまん。
- 16:20 (木)京橋の杜情報局
- 16:30 笑ってえんまん。
  - (月)月曜アニメ劇場
  - (火)時事大喜利
  - (水)洋楽おもしろし邦題
  - (木)えんまん偉人伝
- 16:40 (月)〜(水)ラジオカー中継
- 16:45 交通情報・天気予報（復建調査設計(月・木)が提供）
- 16:55 エンディング

## コーナー詳細
- オープニング

タイトルコールが行われた後、OPトークに入る。代打がある際はここで紹介される。メールテーマ、「笑ってえんまん」のお題が発表される。
- 今日のえんまん話

曜日ごとに担当が決まっていて、担当は（月）廣瀬、（火）石橋、（水）中元、（木）藤田となっている。パーソナリティが担当曜日の時に休んでいる場合は代打がそのまま担当する。
- おひるトレーニング「おひトレ」

広島元氣いっぱいプロジェクトの岩崎浩美が1分間のストレッチ・トレーニングを週替わりで紹介。ジェーン・スー 生活は踊るの12時台のRCCローカルCM枠、すっぴんブギでも放送されている。
- クイズ・ザ・ニュースペーパー

その日の新聞・ネットの配信記事などの内容からクイズを出題。解答時間は「スポーツ伝説」中。「スポーツ伝説」後にリスナーの解答、正解発表する。不定期にプレゼントが用意されている。
- ラジオカー中継

主に14時台は中継・取材先から、16時台はスタジオに戻ってきて、パーソナリティとトークを繰り広げる。
- 日刊エンタテインメント

日々の気になるエンタメ・トレンドから情報を紹介。ここでパーソナリティ持ち寄り企画やゲストを呼ぶこともある。
- 日替わりコーナー[2]

(月)SDGsトピックス ー SDGsに関する話題を週替わりで紹介。
(火)BINGOばらスタトピックス ー RCC福山放送局（ばらスタジオ）から渡辺敏恵が備後地域に関する話題を生放送で紹介。
(水)4時前に薬とロックンロール ー 正式名称は「’魂の薬剤師’赤松正康の4時前に薬とロックンロール」。赤松薬局の赤松正康が薬や病気についての最新情報とロックの名曲を紹介。
(木)木曜チラシ市 ― 新聞に入ったチラシをパーソナリティの2人が独断と偏見で紹介。
(木)府中に夢中！ ― 藤田が府中市の話題・情報を取材。
- なるほど！えんまん。ー あなたにハッピー・メロディの企画ネットコーナーでもある。

(月)私の知らない業界誌・新聞の世界 ― あまり人々に知られていない雑誌や新聞を取材・紹介する。
(火)健康 ー 週替わりで健康について1つのジャンルを取り上げて、専門家から話を伺う。
(水)ファイナンス ー 気になるお金や経済、株などの話について専門家から話を伺う。
(木)夜うち朝がけ ― RCCの報道情報センターの記者が出演し、自らが取材した内容を紹介する。
- 笑ってえんまん。 ー リスナー参加型の日替わり大喜利コーナー。お題はオープニングに発表。最も良かったメールには「えんまん。やすらぎの素」がプレゼントされる。

(月)月曜アニメ劇場 ー 初期はアニメの次回予告風なものだったが、最近は「最高の○○、最低の○○」(○○部分は週替わり)に固定されている。
(火)えんまん24 ー お題に合わせてある人物の1日の出来事を考え、勝手に構成する。（例:○時、○○が○○○する。）
(水)洋楽おもしろし邦題 ー ある洋楽の曲に架空の日本語タイトルをつける。
(木)えんまん偉人伝 ー 歴史上の人物の、出来事での一言を面白く考える。

## 関連番組

### えんまん。今日のキキドコロ
番組開始から2024年9月26日まで水曜と木曜の 11:55 - 11:59 に放送されていた事前番組。水曜は中元が、木曜は藤田がこの日のメールテーマやメニューを紹介していた。